# L'anarchico Tanner
L'anarchico Tanner (Der schwarze Tanner) è un film del 1985 diretto da Xavier Koller.